# Kanzel (Endlhausen)

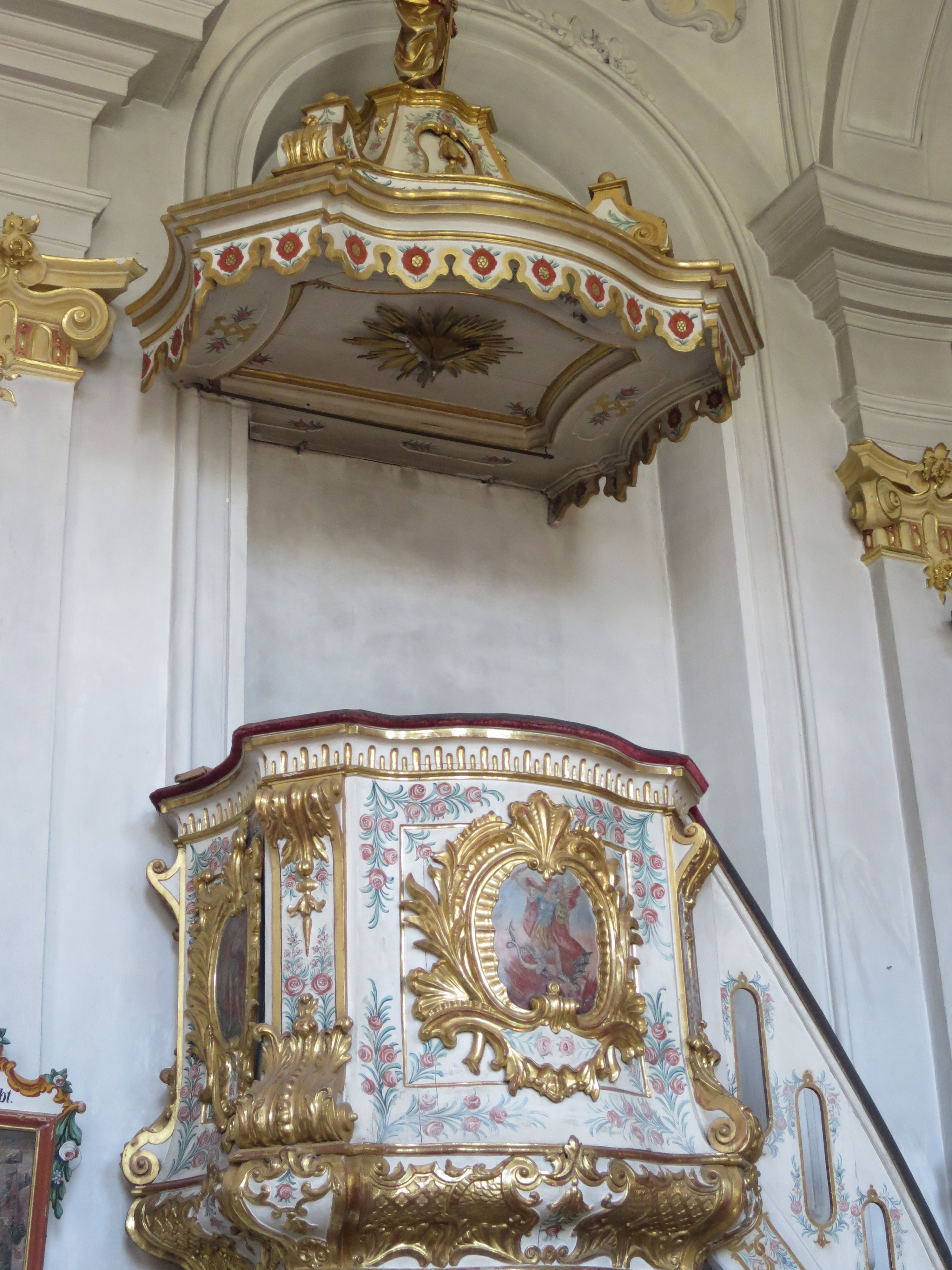
Kanzel in Endlhausen

Die Kanzel in der katholischen Pfarrkirche St. Valentin in Endlhausen, einem Gemeindeteil von Egling im oberbayerischen Landkreis Bad Tölz-Wolfratshausen, wurde 1759 von Joseph Eberl geschaffen. Die Kanzel ist ein Teil der als Baudenkmal geschützten Kirchenausstattung.
Die hölzerne Kanzel im Stil des Rokoko besitzt am Kanzelkorb Bilder des heiligen Georg und des Erzengels Michael. Die Blumenmalereien wurden 1797 hinzugefügt.
Auf dem geschwungenen Schalldeckel mit Gesims thront die Figur des auferstandenen Christus vom Ende des 15. Jahrhunderts. An der Unterseite ist die Heiliggeisttaube zu sehen.